# Sergei Pareiko
Sergei Pareiko (ros. Сергей Парейко, Siergiej Pariejko; ur. 31 stycznia 1977 w Tallinnie) – estoński piłkarz pochodzenia rosyjskiego występujący na pozycji bramkarza.

## Kariera klubowa
Ojciec Pareiki jest Białorusinem, zaś matka Rosjanką, a sam zawodnik urodził się w Tallinnie, dokąd jego rodzice przenieśli się w 1973 roku. Karierę piłkarską rozpoczął w tamtejszych klubach: Puuma, Vigri oraz Tallinna Sadam. Z Tallinną w sezonach 1995/96 oraz 1996/97 zdobył Puchar Estonii. Wygrał również Superpuchar Estonii w 1997 roku. Rok później przeszedł do włoskiego klubu Casale Calcio, grającego w Serie D. W 1999 roku wrócił do Estonii i został bramkarzem Levadii Maardu, z którą dwukrotnie z rzędu wygrał rozgrywki Meistriliigi oraz zdobył Puchar Estonii w sezonie 1999/00.
W 2001 roku Pareiko przeszedł z Levadii do rosyjskiego Rotoru Wołgograd. W 2003 roku był podstawowym bramkarzem Rotoru. Po zajęciu ostatniego miejsca w tabeli w sezonie 2004, klub z Wołgogradu spadł do Pierwszej Dywizji, a Pareiko przeniósł się do występującego w Premier Lidze Tomu Tomsk. W nowym zespole zadebiutował 20 marca 2005 roku w zremisowanym 0:0 domowym spotkaniu z CSKA Moskwa. Pareiko pełnił w tym klubie funkcję kapitana zespołu. W 2011 roku przeszedł do Wisły Kraków. Zadebiutował w jej barwach 25 lutego w wygranym meczu z Arką Gdynia, a pod koniec sezonu wywalczył tytuł Mistrza Polski. 30 czerwca 2013 roku wygasł jego kontrakt z krakowskim klubem.

## Statystyki
(stan na 13 września 2013)
| Sezon   | Klub                 | Kraj    | Rozgrywki     | Mecze | Bramki |
| ------- | -------------------- | ------- | ------------- | ----- | ------ |
| 1992/93 | Vigri Tallinn        | Estonia | Meistriliiga  | 5     | 0      |
| 1993/94 | Tallinna Sadam       | Estonia | Meistriliiga  | 2     | 0      |
| 1994/95 | Tallinna Sadam       | Estonia | Meistriliiga  | 10    | 0      |
| 1995/96 | Tallinna Sadam       | Estonia | Meistriliiga  | 17    | 0      |
| 1996/97 | Tallinna Sadam       | Estonia | Meistriliiga  | 21    | 0      |
| 1997/98 | Tallinna Sadam       | Estonia | Meistriliiga  | 11    | 0      |
| 1998/99 | AS Casale Calcio     | Włochy  | Serie D       | 23    | 0      |
| 1999    | Levadia Maardu       | Estonia | Meistriliiga  | 15    | 0      |
| 2000    | Levadia Maardu       | Estonia | Meistriliiga  | 24    | 0      |
| 2001    | Rotor Wołgograd      | Rosja   | Priemjer-Liga | 12    | 0      |
| 2002    | Rotor Wołgograd      | Rosja   | Priemjer-Liga | 3     | 0      |
| 2003    | Rotor Wołgograd      | Rosja   | Priemjer-Liga | 30    | 0      |
| 2004    | Rotor Wołgograd      | Rosja   | Priemjer-Liga | 6     | 0      |
| 2005    | Tom Tomsk            | Rosja   | Priemjer-Liga | 16    | 0      |
| 2006    | Tom Tomsk            | Rosja   | Priemjer-Liga | 23    | 0      |
| 2007    | Tom Tomsk            | Rosja   | Priemjer-Liga | 14    | 0      |
| 2008    | Tom Tomsk            | Rosja   | Priemjer-Liga | 9     | 0      |
| 2009    | Tom Tomsk            | Rosja   | Priemjer-Liga | 26    | 0      |
| 2010    | Tom Tomsk            | Rosja   | Priemjer-Liga | 26    | 0      |
| 2010/11 | Wisła Kraków         | Polska  | Ekstraklasa   | 14    | 0      |
| 2011/12 | Wisła Kraków         | Polska  | Ekstraklasa   | 28    | 0      |
| 2012/13 | Wisła Kraków         | Polska  | Ekstraklasa   | 22    | 0      |
| 2013/14 | Wołga Niżny Nowogród | Rosja   | Priemjer-Liga | 19    | 0      |
| 2015    | Levadia Tallinn      | Estonia | Meistriliiga  | 31    | 0      |

## Kariera reprezentacyjna
W reprezentacji Estonii Pareiko zadebiutował 31 sierpnia 1996 roku w przegranym 0:1 spotkaniu eliminacji do Mistrzostw Świata we Francji z Białorusią. Następny mecz rozegrał po sześciu latach, w 2002 roku. W eliminacjach do Mistrzostw Świata w RPA był pierwszym bramkarzem drużyny Estonii.